# Portobelo (Panama)
Portobelo (katalonski za „Lijepa luka”) luka i naselje u panamskoj pokrajini Colón. Nalazi se na Panamskoj prevlaci panamske karipske obale i ima prirodnu duboku luku, te povijesno središte s mnogim veličanstvenim vojnim građevinama iz 17. i 18. stoljeća koje su izgradili Španjolci kako bi zaštitili prekoatlantsku trgovinu. God. 1980. je povijesno središte Portobela, zajedno s obližnjom utvrdom San Lorenzo, upisano na UNESCO-ov popis mjesta svjetske baštine u Sjevernoj Americi kao „izvanredan primjer španjolske vojne arhitekture, bogate povijesti, smješten u prekrasnom krajoliku”. 
Utvrde, dvorci, vojarne i baterije Portobela čine obrambenu liniju oko uvale i zaštićene luke. Antonellijeva španjolska vojna arhitektura odlikuje prvo renesansno razdoblje izgradnje (1596. – 1599.), a neoklasični stil Salasa i Hernandeza (1753. – 1760.) dominira kasnijom obnovom.

## Povijest
Duboki zaljev u kojemu se nalazi Portobelo posjetio je Kristofor Kolumbo još 2. studenog 1502. godine i navodno mu je on dao ime Puerto Bello. Navodno je slavni engleski morepolovac i pirat, Francis Drake, preminuo od dizenterije nadomak zaljeva 1596. godine i pokopan je u olovnom lijesu negdje u zaljevu. Luku i naselje je osnovao španjolski istraživač Francisco Velarde y Mercado 1597. godine kao San Felipe de Portobelo. Od tada, pa sve do 18. stoljeća, Portobelo je bio najvažnijom lukom za transport srebra iz Novog svijeta za Španjolsku, zbog čega su je Španjolci snažno utvrdili. To nije spriječilo engleskog pirata Henryja Morgana da ga opsjedne i opustoši u srpnju 1668. godine, i to odvažnim napadom s kopna. Njegova vojska od 450 mornara je 14 dana pljačkala grad pod prijetnjom da će ga spaliti i gotovo svo blago grada je odnio na svom brodu.
Grad je kasnije osvojio britanski admiral Edward Vernon 21. studenog 1739. godine. Njegova pobjeda je tako snažno odjeknula Britanskim carstvom da je mnogo mjesta u Velikoj Britaniji nazvano Portobello. Španjolci su brzo povratili grad i porazili admirala Vernona u bitki kod Cartagene de Indias (Kolumbija) 1741. godine. God. 1761. utvrde Portobela su obnovljene, po treći put, izgradnjom građevina koje se i danas vide. Iako Britanci nisu uspjeli osvojiti uporišta na ovom području, primorali su Španjolce da trgovačku rutu ponovno vrate na daleki okolni put oko Rta Horna, nakon čega je važnost Portobela opala.
Konačni udarac luci je bila izgradnja željeznice 1855. godine koja ga je zaobišla, a premještanjem trgovine u Panamski kanal Portobelo je pao u zaborav. Danas je Portobelo malo lučno naselje s manje od 3.000 stanovnika koje je slavno zbog starih ruševina i svetkovine „Crnog Krista” koja se slavi procesijom crnog kipa Krista kroz grad svakog 21. listopada.
God. 2012. Utvrde na karipskoj obali Paname su upisane na popis ugroženih mjesta svjetske baštine zbog nedostatnog održavanja i nekontrolirane urbane izgradnje.

## Poveznice
- St. George (Bermudi), Velika Britanija)
- Vaubanove utvrde (Francuska)
- Kolonijalne utvrde i dvorci u Gani

## Vanjske poveznice
- Galerija fotografija  Arhivirana inačica izvorne stranice od 2. srpnja 2012. (Wayback Machine)